# Kestanepınarı, Çarşamba
Kestanepınarı là một xã thuộc huyện Çarşamba, tỉnh Samsun, Thổ Nhĩ Kỳ. Dân số thời điểm năm 2010 là 248 người.